# Vòng loại Giải vô địch bóng đá nữ thế giới 2015 (Bảng 1 UEFA)
Bảng 1 vòng loại Giải vô địch bóng đá nữ thế giới 2015 khu vực châu Âu là một trong bảy bảng đấu do UEFA tổ chức để chọn ra đại diện tham dự Giải vô địch bóng đá nữ thế giới 2015. Bảng đấu bao gồm Croatia, Đức, Cộng hòa Ireland, Nga, Slovakia và Slovenia.
Đội đầu bảng sẽ vào thẳng World Cup. Trong số bảy đội nhì bảng, bốn đội có thành tích tốt nhất (trước các đội thứ nhất, thứ ba, thứ tư và thứ năm trong bảng) sẽ tiếp tục thi đấu các trận play-off.

## Bảng xếp hạng
| VT | Đội              | ST | T  | H | B | BT | BB | HS  | Đ  | Giành quyền tham dự |      |     |     |     |     |     |     |
| -- | ---------------- | -- | -- | - | - | -- | -- | --- | -- | ------------------- | ---- | --- | --- | --- | --- | --- | --- |
| 1  | Đức              | 10 | 10 | 0 | 0 | 62 | 4  | +58 | 30 | World Cup           |      | —   | 9–0 | 2–0 | 4–0 | 4–0 | 9–1 |
| 2  | Nga              | 10 | 7  | 1 | 2 | 19 | 18 | +1  | 22 |                     |      | 1–4 | —   | 0–0 | 1–0 | 4–1 | 3–1 |
| 3  | Cộng hòa Ireland | 10 | 5  | 2 | 3 | 13 | 9  | +4  | 17 |                     | 2–3  | 1–3 | —   | 1–0 | 2–0 | 2–0 |     |
| 4  | Croatia          | 10 | 2  | 2 | 6 | 7  | 20 | −13 | 8  |                     | 0–8  | 1–3 | 1–1 | —   | 1–0 | 0–1 |     |
| 5  | Slovenia         | 10 | 2  | 0 | 8 | 7  | 34 | −27 | 6  |                     | 0–13 | 1–2 | 0–3 | 0–3 | —   | 2–1 |     |
| 6  | Slovakia         | 10 | 1  | 1 | 8 | 6  | 29 | −23 | 4  |                     | 0–6  | 0–2 | 0–1 | 1–1 | 1–3 | —   |     |

## Các kết quả
Giờ địa phương là CEST (UTC+02:00) vào mùa hè và CET (UTC+01:00) vào mùa đông.
| Đức | 9–0      | Nga |
| --- | -------- | --- |
| Šašić 22' (ph.đ.) · Keßler 25', 85' · Marozsán 26', 37' · Alushi 73' · Leupolz 76' · Goeßling 80' · Schmidt 87' | Chi tiết |     |

| Cộng hòa Ireland                | 2–0      | Slovakia |
| ------------------------------- | -------- | -------- |
| Russell 56' · D. O'Sullivan 74' | Chi tiết |          |

| Croatia   | 1–1      | Cộng hòa Ireland |
| --------- | -------- | ---------------- |
| Kolar 11' | Chi tiết | Caldwell 90+4'   |

| Slovakia        | 1–3      | Slovenia                         |
| --------------- | -------- | -------------------------------- |
| Škorvánková 77' | Chi tiết | Rola 30' · Nikl 45+1' · Zver 89' |

| Croatia | 0–1      | Slovakia        |
| ------- | -------- | --------------- |
|         | Chi tiết | Bartovičová 33' |

| Slovenia | 0–13     | Đức |
| -------- | -------- | --- |
|          | Chi tiết | Šašić 4' (ph.đ.), 32', 66' · Maier 10' · Mittag 16', 20', 65' · Krahn 19' · Laudehr 42' · Alushi 62' · Goeßling 85', 87' · Popp 90+3' |

| Slovenia | 0–3      | Cộng hòa Ireland                                     |
| -------- | -------- | ---------------------------------------------------- |
|          | Chi tiết | F. O'Sullivan 12' · O'Gorman 42' · D. O'Sullivan 46' |

| Đức                                                                 | 4–0      | Croatia |
| ------------------------------------------------------------------- | -------- | ------- |
| Šašić 52' · Hercigonja-Moulton 56' (l.n.), 62' (l.n.) · Wensing 80' | Chi tiết |         |

| Slovakia | 0–2      | Nga                                |
| -------- | -------- | ---------------------------------- |
|          | Chi tiết | Kolenová 72' (l.n.) · Morozova 74' |

| Slovakia | 0–6      | Đức                                                        |
| -------- | -------- | ---------------------------------------------------------- |
|          | Chi tiết | Keßler 8', 83' · Mittag 57', 65' · Popp 84' · Marozsán 87' |

| Croatia | 0–8      | Đức                                                                               |
| ------- | -------- | --------------------------------------------------------------------------------- |
|         | Chi tiết | Marozsán 12', 22', 68', 80' · Šašić 13' · Mittag 53' · Popp 72' · Bartusiak 90+1' |

| Nga                                                            | 4–1      | Slovenia   |
| -------------------------------------------------------------- | -------- | ---------- |
| Orlova 31' · Korovkina 36' · Tsybutovich 53' · Pantyukhina 87' | Chi tiết | Jerina 12' |

| Cộng hòa Ireland     | 2–3      | Đức                                              |
| -------------------- | -------- | ------------------------------------------------ |
| Quinn 3' · Roche 89' | Chi tiết | Laudehr 65' (ph.đ.) · Lotzen 84' · Leupolz 90+1' |

| Nga            | 1–0      | Croatia |
| -------------- | -------- | ------- |
| Pantyukhina 9' | Chi tiết |         |

| Đức                                        | 4–0      | Slovenia |
| ------------------------------------------ | -------- | -------- |
| Leupolz 18' · Mittag 21', 67' · Lotzen 63' | Chi tiết |          |

| Cộng hòa Ireland  | 1–3      | Nga                                |
| ----------------- | -------- | ---------------------------------- |
| F. O'Sullivan 35' | Chi tiết | Sochneva 7' · Pantyukhina 12', 43' |

| Đức                                                                                           | 9–1      | Slovakia    |
| --------------------------------------------------------------------------------------------- | -------- | ----------- |
| Alushi 2', 35', 70' · Mittag 24', 80' · Keßler 39' · Marozsán 40' · Leupolz 73' · Laudehr 76' | Chi tiết | Bíróová 85' |

| Slovenia | 0–3      | Croatia                                                 |
| -------- | -------- | ------------------------------------------------------- |
|          | Chi tiết | Hercigonja-Moulton 7' · Balog 10' · Landeka 17' (ph.đ.) |

| Slovenia   | 1–2      | Nga                               |
| ---------- | -------- | --------------------------------- |
| Jerina 59' | Chi tiết | Tsybutovich 28' · Grad 41' (l.n.) |

| Cộng hòa Ireland    | 1–0      | Croatia |
| ------------------- | -------- | ------- |
| D. O'Sullivan 90+3' | Chi tiết |         |

| Nga | 0–0      | Cộng hòa Ireland |
| --- | -------- | ---------------- |
|     | Chi tiết |                  |

| Slovakia    | 1–1      | Croatia   |
| ----------- | -------- | --------- |
| Šušková 29' | Chi tiết | Lojna 32' |

| Cộng hòa Ireland               | 2–0      | Slovenia |
| ------------------------------ | -------- | -------- |
| Russell 2' · F. O'Sullivan 76' | Chi tiết |          |

| Nga                                               | 3–1      | Slovakia     |
| ------------------------------------------------- | -------- | ------------ |
| Sidorovskaya 58' · Morozova 63' · Pantyukhina 80' | Chi tiết | Kolenová 25' |

| Nga                    | 1–4      | Đức                              |
| ---------------------- | -------- | -------------------------------- |
| Tsybutovich 9' (ph.đ.) | Chi tiết | Laudehr 6' · Šašić 19', 28', 72' |

| Croatia   | 1–0      | Slovenia |
| --------- | -------- | -------- |
| Lojna 15' | Chi tiết |          |

| Slovakia | 0–1      | Cộng hòa Ireland |
| -------- | -------- | ---------------- |
|          | Chi tiết | Roche 90+2'      |

| Slovenia            | 2–1      | Slovakia      |
| ------------------- | -------- | ------------- |
| Nikl 47' · Zver 76' | Chi tiết | Ondrušová 74' |

| Croatia   | 1–3      | Nga                                  |
| --------- | -------- | ------------------------------------ |
| Lojna 26' | Chi tiết | Pantyukhina 11', 34' · Terekhova 77' |

| Đức                        | 2–0      | Cộng hòa Ireland |
| -------------------------- | -------- | ---------------- |
| Behringer 28' · Mittag 34' | Chi tiết |                  |

## Cầu thủ ghi bàn
11 bàn
- Anja Mittag

9 bàn
- Célia Šašić

8 bàn
- Dzsenifer Marozsán

7 bàn
- Ekaterina Pantyukhina

5 bàn
- Fatmire Alushi
- Nadine Keßler

4 bàn
- Simone Laudehr
- Melanie Leupolz

3 bàn
- Izabela Lojna
- Denise O'Sullivan
- Fiona O'Sullivan
- Lena Goeßling
- Alexandra Popp
- Ksenia Tsybutovich

2 bàn
- Stephanie Roche
- Julie-Ann Russell
- Lena Lotzen
- Elena Morozova
- Kaja Jerina
- Andreja Nikl
- Mateja Zver

1 bàn
- Diane Caldwell
- Áine O'Gorman
- Louise Quinn
- Leonarda Balog
- Helenna Hercigonja-Moulton
- Katarina Kolar
- Iva Landeka
- Saskia Bartusiak
- Melanie Behringer
- Annike Krahn
- Leonie Maier
- Bianca Schmidt
- Luisa Wensing
- Nelli Korovkina
- Valentina Orlova
- Alla Sidorovskaya
- Ekaterina Sochneva
- Elena Terekhova
- Anisa Rola
- Diana Bartovičová
- Alexandra Bíróová
- Eva Kolenová
- Lucia Ondrušová
- Dominika Škorvánková
- Lucia Šušková

1 bàn phản lưới
- Eva Kolenová (gặp Nga)
- Luzija Grad (gặp Nga)

2 bàn phản lưới
- Helenna Hercigonja-Moulton (gặp Đức)